# Pelseneeria stylifera
Pelseneeria stylifera is een slakkensoort uit de familie van de Eulimidae. De wetenschappelijke naam van de soort is voor het eerst geldig gepubliceerd in 1825 door Turton.